# Герб Баварії
Герб Баварії існує як великий і малий. Малий державний герб складається зі щита з баварським діамантовим полотнищем, увінчаним народною короною. Великий державний герб складається з почетвертованого щита з серцевим щитком, який відповідає щиту малого герба. Національна корона також покриває великий державний герб і її тримають два баварські леви. Він був запроваджений у своєму нинішньому вигляді 5 червня 1950 року «Законом про герб Вільної Держави Баварія». Дизайн був створений у 1945 році Едуардом Еґе та включає в себе історичні, традиційні елементи баварського герба.
Баварія вже мала такий герб у ХІІ столітті, коли він взагалі з'явився. Елементи лев і ромби з'являються вже в першій половині ХІІІ століття.

## Опис

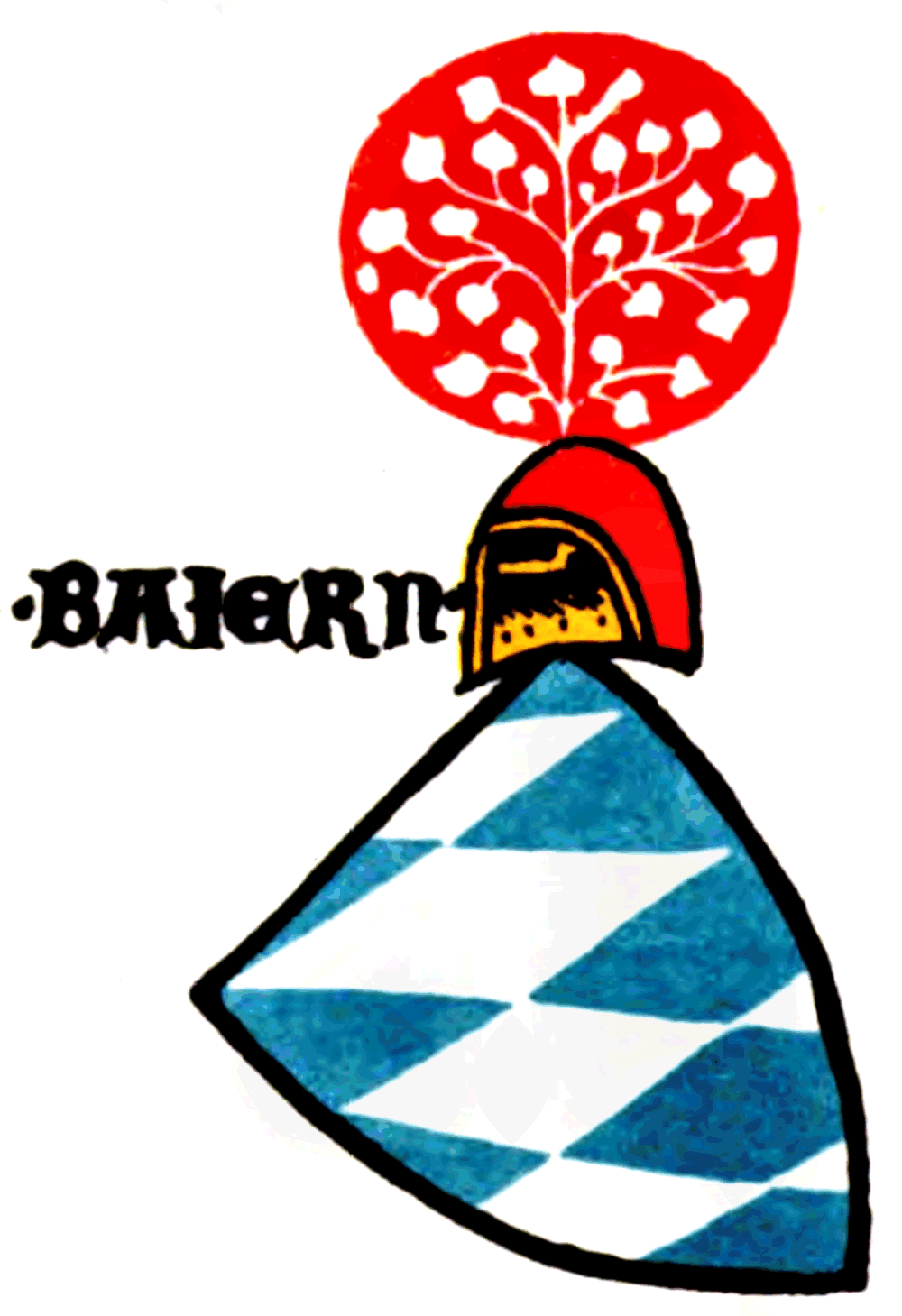
Герб у Цюрихському гербовнику, приблизно 1340 р.

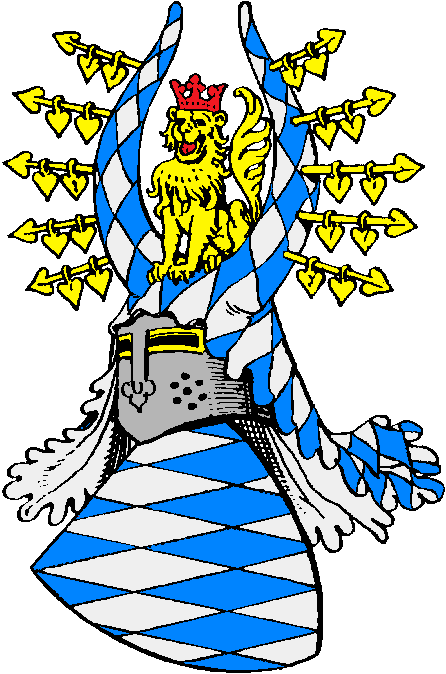
Герб графів Богенів, з 1242 року — баварських герцогів з дому Віттельсбахів

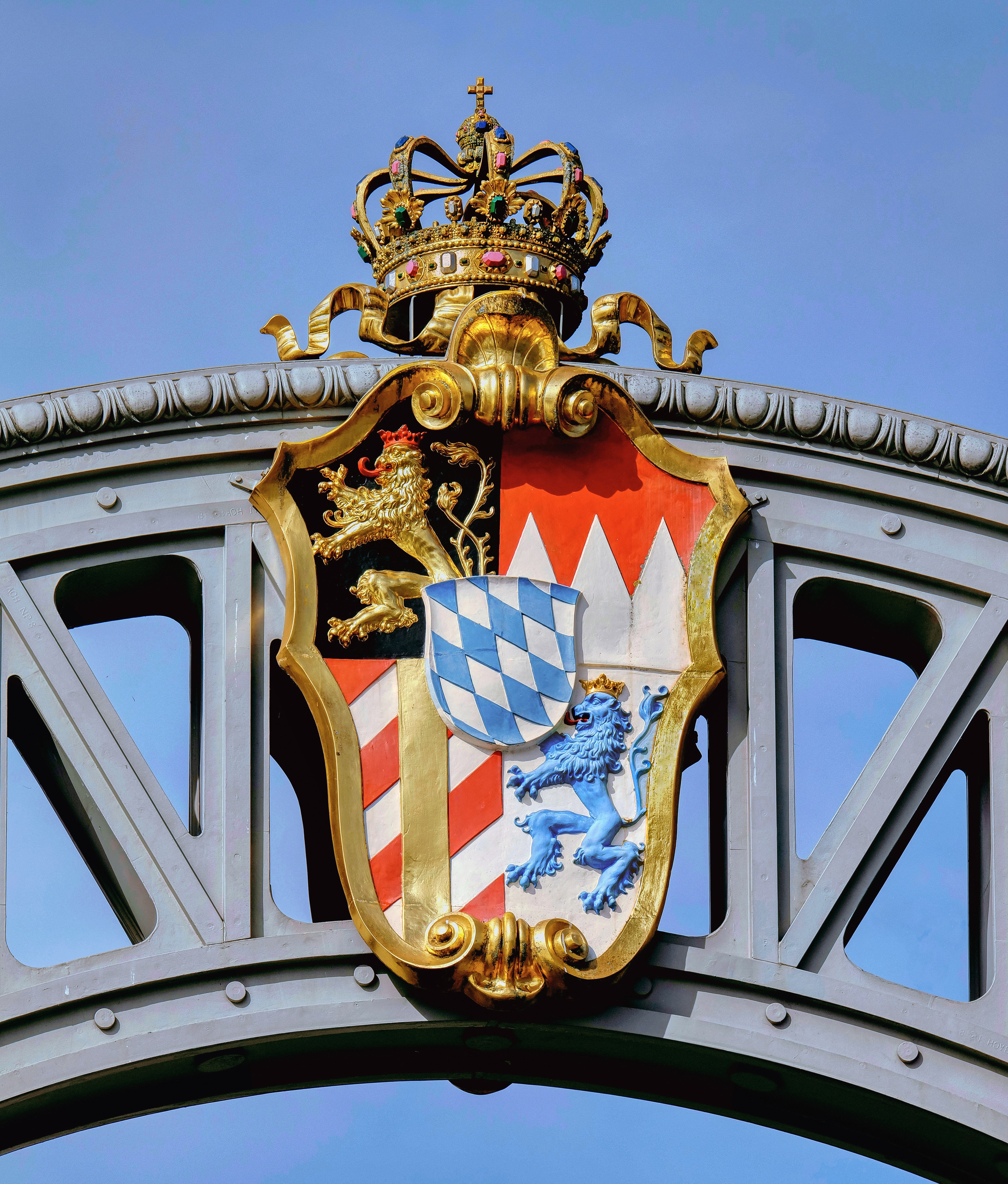
Герб королівства Баварія на Зальцахському мосту Лауфен

### Великий державний герб
«Великий баварський герб складається з почетвертованого щита з серцевим щитком. У першому чорному полі золотий червообзброєний лев, що стоїть прямо; друге поле розділене трьома вістрям на червону і срібну частину; у третьому полі на срібному тлі синя золотообзброєна пантера із червоним язиком; у четвертому полі на золотому тлі три чорних червообзброєних левів, що дивляться прямо, один над одними. Серцевий щит перетятий срібною і синьою тинктурою по діагоналі праворуч. Щит тримають два золоті червоноозброєні леви. На щиті покоїться державна корона, що складається із золотого обруча, прикрашеного камінням і п'ятьма орнаментальними листками». Зображення великого державного герба без левів, які тримають щит, є неправильним, але зустрічається знову і знову, наприклад, на німецькій марці 1992 року.
Окремі геральдичні елементи «великого баварського державного герба» мають історичне значення.

#### Золотий Лев
Золотий лев у чорному полі спочатку був символом пфальцграфа Рейнського. Після того, як у 1214 році баварський герцог Людвіг отримав титул пфальцграфа, протягом століть лев служив загальним символом старобаварських і пфальцьких Віттельсбахів. З 1923 р. пфальцький золотий лев в геральдичному верхньому лівому полі позначав адміністративний округ Верхній Пфальц, а до 1945 р. також Пфальц. З 1950 року — він розміщений у верхньому лівому (геральдично правому) полі.

#### «Франконські граблі»
У другому полі показано три срібні зубці у червоному полі. Ця фігура, яка називається «франконські граблі», з'явилася близько 1350 року як герб деяких місць у Вюрцбурзькому монастирі, а з 1410 року також на печатках князів-єпископів. Сьогодні франконські граблі позначають франконські адміністративні округи Верхню Франконію, Середню Франконію та Нижню Франконію.

#### Синя пантера
У третьому полі зображена прямостояча синя пантера із золотим озброєнням на сріблястому тлі. Спочатку вона була включена до герба пфальцграфа Ортенбурзького, який жив у Нижній Баварії. Пізніше її перейняла родина Віттельсбахів. Сьогодні блакитна пантера символізує старі баварські адміністративні округи Нижню Баварію та Верхню Баварію.

#### Три чорні леви
У четвертому полі на золоті зображені три чорні леви (насправді леопарди) з червоним озброєнням, розташовані один над одним і спрямовані вперед. Вони взяті зі старого герба Штауферів, колишніх герцогів Швабії. На державному гербі ці три леви представляють адміністративну область Швабія.

#### Біло-блакитний серцевий щит
Біло-блакитний серцевий щит по діагоналі зашорфований срібним і синім тинктурами. Порядок ромбів випливає з того, що ромб у верхньому лівому (геральдично правому) куті щита срібний. Спочатку це був герб графів Богенів. Після того, як у 1242 році рід вимер, Віттельсбахи перейняли їх феод і герб.
800 років тому графи Боген були важливою баварською знатною родиною. З середини ХІІ століття шляхтичі мали герб, який включав: який наносили на щит (щоб розрізняти їх на турнірах і в битвах). Припущення щодо вибору ромбоподібного малюнка стосуються армування щитів. Залізні решітки, які використовувалися для армування, могли з часом перетворитися на звичний ромбовидний малюнок.
Найстаріша гравюра 1247 року, що збереглася, походить від герцога Баварії Людвіга II. Відтоді родина Віттельсбахів прийняла його як свій родинний герб. Місце в середині, як так званий серцевий щит, було відведено діамантам у 1835 році (за Людвіга I, короля Баварії), відтоді він став символом усієї Баварії.
Невідомо, чому діаманти біло-блакитні. Первісна назва була срібно-блакитна, але оскільки в геральдиці срібло представлено білим кольором без зміни значення, «біло-блакитний» закріпилося як назва баварських кольорів. Біло-блакитні ромби офіційно використовуються як «малий державний герб».

#### Народна корона
Народна корона на четвертованому щиті з серцевим щитом посередині складається із золотого обруча, прикрашеного камінням і прикрашеного п'ятьма орнаментальними листками. Народна корона, яка вперше з'являється в гербі 1923 року, означає народну владу після ліквідації королівської корони.
«Малий баварський герб складається з білого (срібного) і синього щита, нахиленого вправо, на якому покоїться народна корона».
- Вільна держава Баварія
- Франконія

## Історія
До кінця монархії в Баварії в 1918 році гербом Баварії був герб відповідного князя:5. Найдавніші зареєстровані герби Віттельсбахів, правителів Баварії з 1180 по 1918 роки, можна знайти на печатках, тому кольори не збереглися. Перший герб на печатці, який можна перевірити, походить від Оттона I і його можна знайти в документі 1179 року. На ньому зображений орел, який дивиться вліво.:8 Ця геральдична тварина також зображена на печатці 1196 року сина Оттона Людвіга Кельгеймера, але у нього він дивиться праворуч. Однак на іншій кінній печатці 1220 року зображено герб із зазубреною смугою. Походження цих ранніх гербів неясне.:10 f.

### Баварське герцогство
Через весілля сина Людвіга Отто II разом з Агнес Пфальцькою в травні 1222 р. до родини Віттельсбахів потрапив Пфальцький лев з герба Гвельфів:5. У 1229/30 роках він вперше з'являється на баварській герцогській печатці Оттона II: золотий, у чорному полі, із червоним озброєнням, але без корони. Перше зареєстроване зображення лева з червоною короною датується 1252 роком.:13
Коли в 1242 році графи Боген вимерли, їхні володіння, а також герб із біло-блакитними ромбами перейшли до родини Віттельсбахів. Перший зареєстрований документ баварських герцогів, скріплений цим гербом, датується 1 грудня 1247 року. Сини Оттона II ділять герцогство у 1255 році: Людовик Суворий продовжує використовувати ромбоподібний щит у герцогстві Верхня Баварія, а з 1289 року він також використовує пфальцьких левів. Генріх править у герцогстві Нижня Баварія і також маєяк герб ромби та лева. На кінній печатці 1259 року є нове зображення, а саме пантера, яке походить з герба графів Ортенбург-Крайбург, володіннями яких заволоділи Віттельсбахи. Герцоги Нижньої Баварії зберігали лева, ромби та пантеру об'єднаними в одну печатку до смерті Йоганна Немовляти, чий тесть Людовик Баварський повернув разом два герцогства Старої Баварії. Потім Людовик Баварський прийняв герб із пантерами, левами та ромбами, а його син Людовик Римлянин також його використовував.:15–20
Завдяки домовому договору в Павії з 1329 по 1777 рік існували дві лінії Віттельсбахів: старша Палатинська лінія (Рудольфівська) панувала над Рейном і Верхнім Пфальцом, молодша старобаварська лінія (Людвігівська) зберегла решту територій герцогства. Остання лінія використовувала у своєму гербі ромби та левів разом або по черзі. У 1320 році Людовик V захопив Бранденбурзьке маркграфство і додав на ромби чоловіка та орла. Бранденбург був знову втрачений вже у 1373 році. Навіть після того, як країна була знову розділена в 1392 році, герб здебільшого складався з ромбів і левів. З 1438 року, коли до влади прийшов Альберт Благочестивий, це був почетвертований щит із зображенням лева в першому і четвертому полях і ромбами в другому і третьому полях.
Єдина зміна відбулася, коли Максиміліан I став курфюрстом Баварії: у 1623 році до символу посади ерцгерцога Баварії додався червоний серцевий щит із золотою імперською державою як символ посади верховного попечителя, а також курфюрст надав перевагу ромбам у першому і четвертому полях і леву у другому і третьому. З 1742 по 1745 рік Карл Альбрехт Баварський був імператором Священної Римської імперії і мав на своїй печатці двоголового орла Священної Римської імперії з імператорською короною та гербом Віттельсбахів на грудях.:21–31
Лінія Рудольфінів як свій герб також здебільшого використовувала ромби та лева; вони використовували серцевий щит з імператорською кулею раніше, ніж лінія Людовика, оскільки вони першими призначали курфюрста.:31 f.

Після смерті курфюрста Максиміліана ІІІ Йосипа у 1777 році курфюрст Карл Теодор став правителем курфюрстської Пфальцької Баварії, який отримав баварську спадщину від Пфальцької лінії. Коли він приїхав до Баварії в 1779 році, його герб складався з восьми полів, як це було прийнято в той час для позначення володінь і панств. На полях зображені герби Баварського, Юліського, Клевського і Берзького герцогства, Фельденцького і Равенсберзького графств та Мерського князівства і, на середньому щиті, Курпфальца. Невдовзі Пфальц помінявся місцями з Баварією в серцевому щиті, змінилися й інші поля, кількість яких зросла до десяти. Зі смертю Карла Теодора в 1799 році ця лінія Віттельсбахів також вимерла, і новим курфюрстом Баварії став Максиміліан IV Йозеф. Він також мав детально розділений щит, який містив такі володіння: герцогства Юліх, Клеве, Берг, князівство Мерс, маркграфство Берген-оп-Зом, графства Фельденц, Спонгайм, Марк, Равенсберг, Раппольтштайн і Равенкірхен.:32–35 З розпадом Священної Римської імперії німецької нації територія Баварії змінилася, що викликало необхідність нового герба. 3 жовтня 1804 року «Churbayerisches Regierungsblatt» опублікував новий герб, який тепер складався з 16 полів, плюс чверть центрального щита з щитом-серцем.:36 f.
- Геральдичні щити Пфальц-Баварії
- 1777–1799
- 1799–1804
- 1804–1806

### Баварське королівство
З проголошенням Баварського королівства виникло бажання мати спрощений герб. Державний архівіст Вінценц Палль фон Палхаузен подав звіт 26 грудня 1805 року і представив проєкт, який був затверджений найвищим указом тодішнього короля Максиміліана І Йосифа. 4 січня 1806 р. він був затверджений. Цього разу на щиті були зображені баварські ромби, серцевий щит був розділений, покритий курхутом і містив імперську кулю та пфальцького лева. Над головним гербом стояла королівська корона, щитотримачами були два леви, праворуч зі скіпетром, а ліворуч із мечем.:45 f. 20 грудня 1806 року герб знову було змінено: білі та сині ромби збережено, їх кількість визначено в 42, але в червому щиті з'явився меч із золотим руків'ям, перехрещений золотим скіпетром.:55 f. Зі смертю Максиміліана І Йосипа у 1825 році королем Баварії стає Людвиг І. У 1834 році в листі до свого міністра Фрідріха Августа фон Гізе він висловив бажання змінити герб і водночас описав власний проєкт. За його задумом, племена Баварії мали бути представлені на щиті в дусі романтизму. Після близько року переговорів і доопрацювань король затвердив герб 17 червня 1835 року, який був опублікований в урядовому віснику 20 жовтня 1835 року. Він є почетвертованим: Пфальцький лев у першому полі, франконські граблі у другому, потім герб маркграфства Бургау для Швабії та Вельденцьський лев «як посилання на походження династії з Рейнського Пфальцу». На серцевому щиті були ромбики. :63–66

У гербовій мантії два коронованих золотих лева, що стоять на задніх лапах з піднятими передніми лапами, тримають між собою справжній державний герб Баварії, який складається з шести геральдичних компонентів. Головний щит почетвертований. У верхній частині спереду, на чорному тлі, звернений праворуч, зображено золотого пфальцького лева в червоному озброєнні, герб Пфальцу. У другому полі на червоному тлі («Франконські граблі») показано три срібні зубці, спрямовані вгору, які представляють регіон Франконія. У третьому полі синім кольором на срібному тлі зображено лев, який стоїть праворуч і увінчаний золотою короною, геральдична тварина графства Пфальц-Вельденц, представника північного Рейн-Пфальцу. Нарешті, четверте поле показує герб маркграфства Бургау, три червоні похилі смуги на срібному тлі знизу справа до верху зліва, над якими золотий стовп, що представляє Швабський регіон. На серцевому щиті в національних біло-блакитних кольорах зображено 42 ромби (ромбовий візерунок), деякі срібні, деякі сині, що піднімаються по діагоналі зліва направо. Золота корона над гербом символізує королівську владу. Нижче ви можете побачити ланцюги чотирьох найвищих баварських орденів: Ордена Губерта, Лицарів Святого Георгія, Військовий орден Максиміліана Йозефа та Орден «За заслуги» Баварської корони.
- Геральдичні щити Баварського королівства
- Перший герб Баварського королівства 1806 року
- Другий герб королівства 1806–1835 років
- Третій щит Королівства 1835–1918/23 років

### Вільна держава Баварія
Монархія в Баварії припинилася з Листопадовою революцією 1918 року. У тому ж місяці були зроблені спроби створити новий герб, але переговори затягнулися до 1923 року. Фактично, через відсутність альтернатив для офіційних печаток/штампів, герб Королівства використовувався до 1923 року. Нарешті, 20 липня 1923 року баварський державний парламент прийняв проект Отто Хуппа в «Законі про герб Вільної держави Баварія», який, як і попередній герб, стосувався баварських спільнот, але прибрав дублювання лева в першому (Пфальц) і четвертому полі (Вельденц), а також замінив герб Бургау трьома чорними левами, що виходять з проміжку, які походили з традиції Гогенштауфенів (штауфенські леви).:80 f. Із гляйхшальтунгом Третього Рейху в 1933 році прийшов кінець герба, який був остаточно заборонений в 1936 році.:82 Оголошенням про використання печатки Рейху від 28 серпня 1936 року оголошення про використання державного герба від 1924 року було скасовано, і таким чином герб фактично скасовано.
Після Другої світової війни у 1946 роцірегіон Пфальц став частиною землі Рейнланд-Пфальц. У 1949 році Баварія стала федеральною землею Федеративної Республіки Німеччина. Герб, який був заборонений у 1936 році, не використовувався повторно, але Едуарду Еге було доручено розробити новий. У співпраці з Державною канцелярією Баварії був створений герб на основі королівського герба Людвіга I з чотирма полями для частин країни: «Стара Баварія (зокрема Верхня Баварія та Верхній Пфальц: золотий лев у чорному кольорі), Франконія (франконські граблі: три срібні наконечники у червоному кольорі), Стара Баварія (зокрема Нижня Баварія: синя пантера у сріблі), Швабія (три чорні леви в золоті)», додатково сердечний щит з баварськими ромбами. Народна корона покоїться на щиті, який тримають два леви як символ народного суверенітету. Ландтаг Баварії схвалив проект 2 листопада 1950 року.:82 f.